# Limenitis tricolorata
Limenitis tricolorata är en fjärilsart som beskrevs av Roger Grund. Limenitis tricolorata ingår i släktet Limenitis och familjen praktfjärilar. Inga underarter finns listade i Catalogue of Life.